# شانتانو مویترا
شانتانو مویترا (انگلیسی: Shantanu Moitra، زاده ۲۲ ژانویه ۱۹۶۸) آهنگساز اهل کشور هند است.
وی آهنگساز فیلم‌هایی همچون روبنده‌ام رنگی شده، سه احمق، پی‌کی، وزیر (فیلم)، صورتی و به ساجانپور خوش‌آمدید اشاره کرد.